# District de Shawan
Pour les articles homonymes, voir Shawan.
Le district de Shawan (沙湾区 ; pinyin : Shāwān Qū) est une subdivision administrative de la province du Sichuan en Chine. Il est placé sous la juridiction de la ville-préfecture de Leshan.